# Llengua berta
El berta és una llengua niloticosahariana parlada al Sudan i a Etiòpia per l'ètnia berta.

## Classificació
El berta és la llengua més estesa del conjunt de llengües berta que tradicionalment han estat considerades dialectes d'una mateixa llengua. Quant a la rest,a el grup berta es classifica normalment com una branca de les llengües niloticosaharianes, tot i que el parentesc amb les altres llengües és força distant, per la qual cosa podria tractar-se d'una llengua aïllada.